# انقیاد داده
در برنامه‌نویسی کامپیوتری، انقیاد داده (به انگلیسی: Data Binding)، تکنیکی عمومی جهت انقیاد منابع داده‌ای از یک ارائه کننده داده به مصرف‌کننده آن و همچنین هماهنگی بینشان می‌باشد. این فرایند اغلب بین دو منبع داده‌ای/اطلاعاتی صورت می‌پذیرد که دارای زبان‌های متفاوتی اند، مثل انقیاد داده‌های XML و انقیاد داده‌های UI (داده‌های رابط کاربری). در انقیاد داده‌های UI، اشیاء داده‌ای و اطلاعاتی که از یک نوع زبان بوده ولی تابع منطقی متفاوتی دارند، به یک دیگر مقید می‌شوند (مثل انقیاد عناصر واسط کاربری جاوا با اشیاء جاوا).
در فرایند انقیاد داده، هر تغییرات داده‌ای به‌طور خودکار در عناصری که به آن داده مقید شده باشند بازتاب می‌یابد. اصطلاح انقیاد داده در مواردی که نمایش بیرونی داده در یک عنصر تغییر می‌یابد نیز مورد استفاده قرار می‌گیرد، در چنین مواردی داده‌های زیرین هم جهت انعکاس این تغییرات بروزرسانی می‌شوند. به عنوان مثال، تغییرات در عنصر  TextBox می‌تواند ارزش داده‌های زیرینش را تحت تأثیر قرار دهد.

## ارجاعات
1. ↑  "What is Data Binding?". Techopedia.com. Retrieved 30 December 2015.

- مشارکت‌کنندگان ویکی‌پدیا. «Data Binding». در دانشنامهٔ ویکی‌پدیای انگلیسی، بازبینی‌شده در ۶ ژوئن ۲۰۲۱.